# Барон Дарвен
Барон Дарвен из Хейс-ин-Боуленда в графстве Западный Йоркшир — наследственный титул в системе Пэрства Соединённого королевства. Он был создан 12 февраля 1946 года для известного производителя хлопка и политика-лейбориста Джона Дэвиса (1885—1950). Он занимал должность лорда-в-ожидании в лейбористском правительстве Клемента Эттли (1949—1950). 
По состоянию на 2024 год носителем титула являлся его правнук, Пол Дэвис, 4-й барон Дарвен (род. 1962), который стал преемником своего отца в 2011 году.

## Бароны Дарвен (1946)
- 1946—1950: Джон Персиваль Дэвис, 1-й барон Дарвен[англ.] (28 марта 1885 — 26 декабря 1950), сын Томаса Пирса Дэвиса (1852—1934);
- 1950—1988: Седрик Персиваль Дэвис, 2-й барон Дарвен (18 февраля 1915 — 9 декабря 1988), старший сын предыдущего;
- 1988—2011: Роджер Майкл Дэвис, 3-й барон Дарвен (28 июня 1938 — 26 мая 2011), старший сын предыдущего;
- 2011 — настоящее время: Пол Дэвис, 4-й барон Дарвен (род. 20 февраля 1962), старший сын предыдущего;
  - Наследник титула: достопочтенный Бенджамин Дэвис (род. 16 декабря 1966), младший брат предыдущего.